# Усть-Ордынский Бурятский автономный округ

Усть-Ордынский Бурятский автономный округ на карте.

Усть-Орды́нский Буря́тский автоно́мный о́круг (УОБАО, бур. Ордын Адагай Буряадай Автономито Тойрог) — бывший субъект РСФСР и Российской Федерации, упразднённый с 1 января 2008 года. Округ был объединён с Иркутской областью и стал территорией с особым статусом в составе области — Усть-Ордынским Бурятским округом.
Площадь АО — 22,138 тыс. км².
Население — 134,32 тыс. чел. (2008); плотность населения — 6,07 чел./км² (2008). Усть-Ордынский Бурятский автономный округ был единственным субъектом РФ, в котором отсутствовало городское население. Находился полностью внутри Иркутской области.

## История
В январе 1922 года была образована Монголо-Бурятская автономная область с центром в городе Иркутске.
В 1923 году Монголо-Бурятская автономная область вошла в состав Бурят-Монгольской АССР.
В сентябре 1937 года образован Усть-Ордынский Бурят-Монгольский национальный округ в составе Иркутской области.
В 1958 году округ переименован в Усть-Ордынский Бурятский национальный округ.
В 1978 году округ преобразован в Усть-Ордынский Бурятский автономный округ.
3 сентября 1990 года была принята декларация об экономическом самоопределении округа, где он провозглашался субъектом РСФСР и Иркутской области.
Согласно Федеративному договору (1992) и Конституции РФ 1993 года стал самостоятельным субъектом в составе Российской Федерации, территориально оставаясь частью Иркутской области.

### Объединение Иркутской области и Усть-Ордынского Бурятского автономного округа
11 октября 2005 года между властями Иркутской области и Усть-Ордынского Бурятского автономного округа в посёлке Усть-Ордынский подписан договор об объединении территорий. Документ определяет полномочия органов государственной власти субъектов федерации и бюджетные процессы внутри укрупнённого региона.
Новый субъект РФ называется Иркутская область и является правопреемником двух субъектов. Усть-Ордынский Бурятский автономный округ вошёл в его состав с особым административным статусом и называется Усть-Ордынский Бурятский округ.
11 октября 2005 года парламенты Иркутской области и Усть-Ордынского Бурятского автономного округа приняли обращение к президенту РФ «Об образовании нового субъекта Федерации». 16 апреля 2006 года состоялся референдум по объединению Иркутской области и Усть-Ордынского Бурятского АО, в результате которого 1 января 2008 года Усть-Ордынский Бурятский автономный округ вошёл в состав Иркутской области. Бывший АО составляет Усть-Ордынский Бурятский округ в составе области.

## Население и национальный состав
| 1939     | 1959     | 1970     | 1979     | 1989     | 1990     | 1991     |
| -------- | -------- | -------- | -------- | -------- | -------- | -------- |
| 119 621  | ↗147 285 | ↘146 412 | ↘132 732 | ↗136 306 | ↘127 138 | ↗128 114 |
| 1992     | 1993     | 1994     | 1995     | 1996     | 1997     | 1998     |
| ↗129 981 | ↗132 053 | ↘131 823 | ↘131 809 | ↗132 552 | ↗133 486 | ↗134 463 |
| 1999     | 2000     | 2001     | 2002     | 2003     | 2004     | 2005     |
| ↘134 461 | ↗134 694 | ↗134 735 | ↗135 327 | ↘135 032 | ↘134 574 | ↘134 105 |
| 2006     | 2007     | 2008     |          |          |          |          |
| ↘133 849 | ↗133 873 | ↗134 320 |          |          |          |          |

| Рождаемость (число родившихся на 1000 человек населения) | Рождаемость (число родившихся на 1000 человек населения) | Рождаемость (число родившихся на 1000 человек населения) | Рождаемость (число родившихся на 1000 человек населения) | Рождаемость (число родившихся на 1000 человек населения) | Рождаемость (число родившихся на 1000 человек населения) | Рождаемость (число родившихся на 1000 человек населения) | Рождаемость (число родившихся на 1000 человек населения) | Рождаемость (число родившихся на 1000 человек населения) |
| 1970                                                     | 1975                                                     | 1980                                                     | 1985                                                     | 1990                                                     | 1995                                                     | 1996                                                     | 1997                                                     | 1998                                                     |
| -------------------------------------------------------- | -------------------------------------------------------- | -------------------------------------------------------- | -------------------------------------------------------- | -------------------------------------------------------- | -------------------------------------------------------- | -------------------------------------------------------- | -------------------------------------------------------- | -------------------------------------------------------- |
| 19,3                                                     | ↗21,6                                                    | ↗24,5                                                    | ↗27                                                      | ↘24,5                                                    | ↘15,3                                                    | ↘15,1                                                    | ↘14                                                      | →14                                                      |
| 1999                                                     | 2000                                                     | 2001                                                     | 2002                                                     | 2003                                                     | 2004                                                     | 2005                                                     | 2006                                                     |                                                          |
| →14                                                      | ↘13,5                                                    | ↗13,9                                                    | ↗14,1                                                    | ↗14,7                                                    | ↗15,3                                                    | ↘14,7                                                    | ↗16                                                      |                                                          |

| Смертность (число умерших на 1000 человек населения) | Смертность (число умерших на 1000 человек населения) | Смертность (число умерших на 1000 человек населения) | Смертность (число умерших на 1000 человек населения) | Смертность (число умерших на 1000 человек населения) | Смертность (число умерших на 1000 человек населения) | Смертность (число умерших на 1000 человек населения) | Смертность (число умерших на 1000 человек населения) | Смертность (число умерших на 1000 человек населения) | Смертность (число умерших на 1000 человек населения) | Смертность (число умерших на 1000 человек населения) | Смертность (число умерших на 1000 человек населения) |
| 1970                                                 | 1975                                                 | 1980                                                 | 1985                                                 | 1990                                                 | 1995                                                 | 1996                                                 | 1997                                                 | 1998                                                 | 1999                                                 | 2000                                                 | 2001                                                 |
| ---------------------------------------------------- | ---------------------------------------------------- | ---------------------------------------------------- | ---------------------------------------------------- | ---------------------------------------------------- | ---------------------------------------------------- | ---------------------------------------------------- | ---------------------------------------------------- | ---------------------------------------------------- | ---------------------------------------------------- | ---------------------------------------------------- | ---------------------------------------------------- |
| 8,1                                                  | ↗9,4                                                 | ↗10,3                                                | ↗10,6                                                | ↘9,6                                                 | ↗13,1                                                | ↘11,9                                                | ↗12,5                                                | ↘11,5                                                | ↗13,4                                                | ↗14                                                  | ↘13,7                                                |
| 2002                                                 | 2003                                                 | 2004                                                 | 2005                                                 | 2006                                                 |                                                      |                                                      |                                                      |                                                      |                                                      |                                                      |                                                      |
| ↗14,1                                                | ↗15                                                  | ↗16,2                                                | ↘16                                                  | ↘13,9                                                |                                                      |                                                      |                                                      |                                                      |                                                      |                                                      |                                                      |

| Естественный прирост населения (на 1000 человек населения, знак (-) означает естественную убыль населения) | Естественный прирост населения (на 1000 человек населения, знак (-) означает естественную убыль населения) | Естественный прирост населения (на 1000 человек населения, знак (-) означает естественную убыль населения) | Естественный прирост населения (на 1000 человек населения, знак (-) означает естественную убыль населения) | Естественный прирост населения (на 1000 человек населения, знак (-) означает естественную убыль населения) | Естественный прирост населения (на 1000 человек населения, знак (-) означает естественную убыль населения) | Естественный прирост населения (на 1000 человек населения, знак (-) означает естественную убыль населения) | Естественный прирост населения (на 1000 человек населения, знак (-) означает естественную убыль населения) | Естественный прирост населения (на 1000 человек населения, знак (-) означает естественную убыль населения) |
| 1970 | 1975 | 1980 | 1985 | 1990 | 1995 | 1996 | 1997 | 1998 |
| --- | --- | --- | --- | --- | --- | --- | --- | --- |
| 11,2 | ↗12,2 | ↗14,2 | ↗16,4 | ↘14,9 | ↘2,2 | ↗3,2 | ↘1,5 | ↗2,5 |
| 1999 | 2000 | 2001 | 2002 | 2003 | 2004 | 2005 | 2006 | |
| ↘0,6 | ↘−0,5 | ↗0,2 | ↘0 | ↘−0,3 | ↘−0,9 | ↘−1,3 | ↗2,1 | |

| Ожидаемая продолжительность жизни при рождении (число лет) | Ожидаемая продолжительность жизни при рождении (число лет) | Ожидаемая продолжительность жизни при рождении (число лет) | Ожидаемая продолжительность жизни при рождении (число лет) | Ожидаемая продолжительность жизни при рождении (число лет) | Ожидаемая продолжительность жизни при рождении (число лет) | Ожидаемая продолжительность жизни при рождении (число лет) | Ожидаемая продолжительность жизни при рождении (число лет) | Ожидаемая продолжительность жизни при рождении (число лет) | Ожидаемая продолжительность жизни при рождении (число лет) | Ожидаемая продолжительность жизни при рождении (число лет) | Ожидаемая продолжительность жизни при рождении (число лет) |
| 1993                                                       | 1994                                                       | 1995                                                       | 1996                                                       | 1997                                                       | 1998                                                       | 1999                                                       | 2000                                                       | 2001                                                       | 2002                                                       | 2003                                                       | 2004                                                       |
| ---------------------------------------------------------- | ---------------------------------------------------------- | ---------------------------------------------------------- | ---------------------------------------------------------- | ---------------------------------------------------------- | ---------------------------------------------------------- | ---------------------------------------------------------- | ---------------------------------------------------------- | ---------------------------------------------------------- | ---------------------------------------------------------- | ---------------------------------------------------------- | ---------------------------------------------------------- |
| 59,1                                                       | ↘57,4                                                      | ↗58,8                                                      | ↗61                                                        | ↘60,6                                                      | ↗62,1                                                      | ↘59,8                                                      | ↘59,3                                                      | ↗59,8                                                      | ↗60,1                                                      | ↗60,6                                                      | ↘58,7                                                      |
| 2005                                                       | 2006                                                       | 2007                                                       | 2008                                                       |                                                            |                                                            |                                                            |                                                            |                                                            |                                                            |                                                            |                                                            |
| ↗58,9                                                      | ↗61,9                                                      | ↗64,1                                                      | ↘63,7                                                      |                                                            |                                                            |                                                            |                                                            |                                                            |                                                            |                                                            |                                                            |

Национальный состав в 1959—2002 годах:
| Народ    | 1959   | 1970   | 1979   | 1989   | 2002   |
| -------- | ------ | ------ | ------ | ------ | ------ |
| русские  | 56,4 % | 58,8 % | 58,1 % | 56,5 % | 54,4 % |
| буряты   | 33,7 % | 33,0 % | 34,4 % | 36,3 % | 39,6 % |
| татары   | 3,2 %  | 3,9 %  | 3,6 %  | 3,2 %  | 3,0 %  |
| украинцы | 3,2 %  | 2,1 %  | 1,8 %  | 1,7 %  | …      |
| белорусы | 1,0 %  | …      | …      | …      | …      |

## Административно-территориальное устройство и местное самоуправление

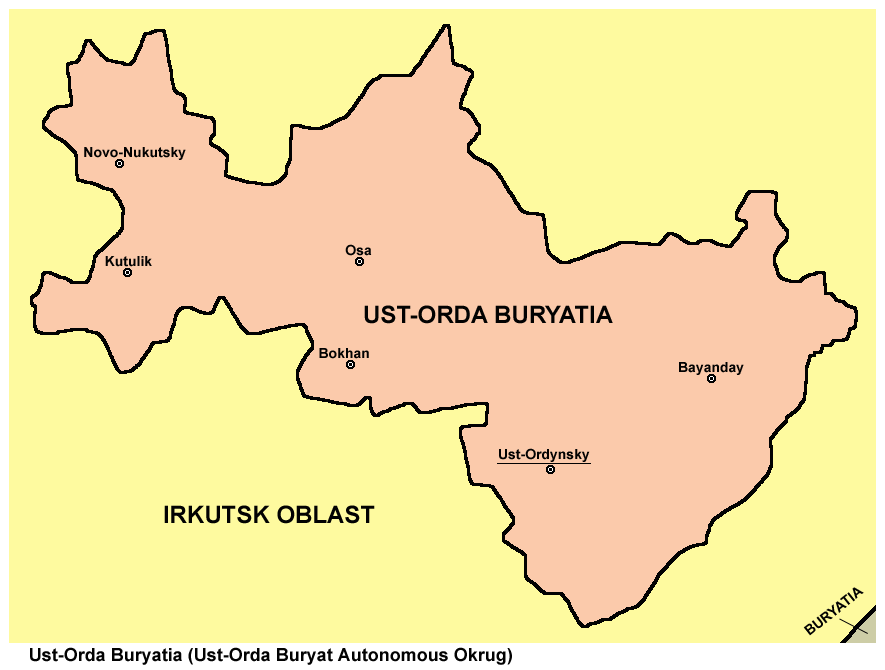

### Районы и районные центры
В 1938 году Усть-Ордынский Бурят-Монгольский НО делился на 4 района:
1. Аларский район — с. Кутулик
2. Боханский район — с. Бохан
3. Нукутский район — с. Нукуты
4. Эхирит-Булагатский район — с. Усть-Орда

В 1941 году село Усть-Орда было преобразовано в пгт Усть-Ордынский. В том же году из части Эхирит-Булагатского района был выделен новый Баяндаевский район с центром в селе Баяндай.
В 1941 году село Кутулик было преобразовано в пгт. В том же году из части Боханского района был выделен новый Осинский район с центром в селе п. Оса. В 1948 году был образован пгт Забитуй Аларского района.
В ходе реформ по укрупнению районов к январю 1965 года в Усть-Ордынском Бурятском НО осталось три района: Аларский, Боханский и Эхирит-Булагатский. В 1965 году статус пгт получил Бохан.
В 1971 году был восстановлен Нукутский район, а в 1975 — Баяндаевский и Осинский районы.
В 1992 году все пгт округа (Забитуй, Кутулик, Бохан и Усть-Ордынский) были преобразованы в сельские населённые пункты.
К моменту упразднения Усть-Ордынский Бурятский АО включал:
1. Аларский район — п. Кутулик
2. Баяндаевский район — п. Баяндай
3. Боханский район — п. Бохан
4. Нукутский район — п. Новонукутский
5. Осинский район — п. Оса
6. Эхирит-Булагатский район — п. Усть-Ордынский

### Муниципальные образования
С 2004 года в округе существовало 83 муниципальных образования — 6 муниципальных районов (Аларский, Баяндаевский, Боханский, Нукутский, Осинский, Эхирит-Булагатский) и 77 сельских поселений. Число сельских населённых пунктов на 2007 год — 319.

### Руководители
- Болдонов, Иннокентий Алексеевич — первый секретарь Усть-Ордынского Бурятского окружкома КПСС (1947—1958).
- Батагаев, Алексей Николаевич (26 декабря 1991 — 19 ноября 1996)
- Малеев, Валерий Геннадьевич (19 ноября 1996 — 26 января 2007)
- Каньков, Олег Григорьевич (и. о., 26 января 2007 — 12 февраля 2007)
- Ребриков, Владимир Александрович (12 февраля 2007 — 1 января 2008)

Последним главой администрации был Александр Георгиевич Тишанин, который одновременно являлся главой администрации Иркутской области.